# G-Day
G-Day es una serie de eventos a gran escala llevadas a cabo por Google en América Latina, Oriente Medio, África y la India para los desarrolladores, entusiastas de la tecnología, y los empresarios comenzaron como parte de la iniciativa del G-África, que se amplió a países de América Latina en 2012. Estos eventos suelen durar dos días, divididos en los días desarrollador (para desarrolladores y tecnólogos) y el día laboral (para los empresarios) con el objetivo de enseñarles a aprovechar las herramientas de Google en el aprovechamiento de las oportunidades que ofrece internet y el móvil.